# Waychinicup River
Le Waychinicup ou Waychinicup River est un fleuve côtier situé dans la région du Great Southern en Australie-Occidentale. 

## Géographie
Il prend sa source près de la ville de Manypeaks le long de la South Coast Highway, à une altitude de 68 mètres et coule en général vers le sud, en traversant la chaîne du mont Manypeaks puis le parc national de Waychinicup avant de se jeter dans l'océan Indien (océan Austral pour les Australiens). 
Il est accessible par la route jusqu'à son embouchure située à 65 kilomètres d'Albany. 
L'embouchure du cours d'eau est un estuaire de 130 mètres de large et de moins de 2 mètres de profondeur, bien balayé par l'action des marées et la houle de l'océan.

## Sources
- « http://www.rivercare.scric.org/infodata/albhintc/waychinicupr/waychinicup.html »(Archive.org • Wikiwix • Archive.is • Google • Que faire ?)
- Carte